# نيكلوسين
نيكلوسين هو مركب نيكل عضوي صيغته المجملة C10H10Ni، والتي يمكن كتابتها على الشكل Ni(η5-C5H5)2، وتتكون بنيته من ذرة نيكل مركزية محصورة ضمن زوج من حلقي البنتادينيل. ينتمي النيكلوسين إلى مركبات الميتالوسين، التي تعد طائفة من المركبات الشطيرية، ويوجد على هيئة صلب أخضر اللون.

## التحضير
حضر هذا المركب لأول مرة من الكيميائي إرنست فيشر سنة 1953، وذلك بعد فترة قصيرة من اكتشاف الفرّوسين، الذي كان أول مركبات الميتالوسينات المكتشفة. حضر المركب حينها وفق تفاعل اصطناع الإناء الواحد من تفاعل نزع بروتون حلقي البنتاديين باستخدام كاشف غرينيار من بروميد إيثيل المغنيسيوم، ثم بإضافة مضاعف أسيتيل أسيتونات النيكل الثنائي.
يمكن إجراء عملية التحضير بأساليب أحدث من خلال مفاعلة حلقي بنتاديينيد الصوديوم مع معقد كلوريد سداسي أمين النيكل الثنائي، والذي يحضر بدوره من تفاعل انحلال كلوريد النيكل الثنائي في كمية فائضة من الأمونيا.
{\displaystyle {\ce {[Ni(NH3)6]Cl2 + 2 NaC5H5 -> Ni(C5H5)2 + 2 NaCl + 6 NH3}}}

## الخواص
يوجد المركب في الشروط القياسية على هيئة صلب بلوري أخضر اللون، والذي يتأكسد عند التعرض للهواء لفترات طويلة قبل أن يتفكك.